# بيتر جيمس (لاعب كريكت)
بيتر جيمس (4 أكتوبر 1971 في المملكة المتحدة - ) (بالإنجليزية: Peter James)‏ هو لاعب كريكت بريطاني. لعب مع Surrey Cricket Board ‏.